# Tornio
Tornio (em lapônico setentrional: Duortnus; em finlandês:  Tornio; em sueco:  Torneå) é uma municipalidade na Lapônia, Finlândia, situada a 10 km da foz do rio Torne. O município tem uma  população de 22.486 (30 de novembro de 2008), da qual 17 196 na própria cidade, e cobre uma área de 1.348,42 km² dos quais 161,41 km² é água. A densidade populacional é de 18,94 habitantes por km². Faz fronteira com o município sueco de Haparanda (em finlandês:  Haaparanta), ao qual está ligada por uma ponte. Tornio é unilinguisticamente finlandês.

## Cidades-irmãs
Os laços econômicos e culturais mais próximos de Tornio são com seu vizinho imediato:

Localização de Tornio na Finlândia

- Haparanda, Suécia

Tornio também possui ligações com:
- Devizes, Inglaterra
- Hammerfest, Noruega
- Ikast, Dinamarca
- Kirovsk, Rússia
- Szekszard, Hungria
- Vetlanda, SuéciaLocalização de Tornio na Finlândia